# Кубок Азії з футболу 2007
Кубок Азії з футболу 2007 року — футбольне змагання Азії, яке проводилося вперше відразу в чотирьох державах — Малайзії, Таїланді, Індонезії та В'єтнамі — в період з 7 липня по 29 липня 2007 року. Країни-організатори отримали путівки на Кубок Азії автоматично. Інші 12 учасників були відібрані за підсумками кваліфікаційного раунду, в якому взяло участь 24 команди. Крім того ще став перший турнір, в якому взяла участь збірна Австралії, перейшовши до АФК.
Кубок Азії починаючи з 1956 року проводився кожні 4 роки і останній до цього Кубок пройшов у Китаї в 2004 році. Однак, через Літні Олімпійські ігри і чемпіонати Європи з футболу, що також проводяться в тих же роках, що і Кубок Азії (2004, 2008, 2012 і т. д.), АФК вирішила змінити свою традицію і провести турнір в 2007 році, після чого проводити турнір кожні чотири роки з цієї дати.

## Стадіони

| Індонезія             | Індонезія         | Малайзія           | Малайзія          |
| Джакарта              | Палембанг         | Куала-Лумпур       | Шах-Алам          |
| «Бунге Карно Стедіум» | «Джакабарінг»     | «Букіт Джаліл»     | «Шах-Алам»        |
| Місткість:88, 083     | Місткість:40, 000 | Місткість:110, 000 | Місткість:81, 000 |
|                       | ]                 |                    |                   |
| Таїланд               | Таїланд           | В'єтнам            | В'єтнам           |
| Бангкок               | Бангкок           | Ханой              | Хошимін           |
| «Раджамангала»        | «Супхачаласай»    | «Мідінь»           | «Куанкху 7»       |
| Місткість:65, 000     | Місткість:35, 000 | Місткість:40, 000  | Місткість:25, 000 |
|                       |                   |                    |                   |

## Жеребкування
Напередодні кубка 16 збірних, що вийшли у фінальну частину турніру, були розбиті на 4 корзини, відповідно до світовим рейтингом збірних на грудень 2006 року, з метою неперетинання сильних збірних вже на попередньому етапі.
19 грудня 2006 року в Куала-Лумпурі відбулося жеребкування фінального турніру.
| Кошик 1                                    | Кошик 2                        | Кошик 3                                         | Кошик 4                                      |
| ------------------------------------------ | ------------------------------ | ----------------------------------------------- | -------------------------------------------- |
| Індонезія · Малайзія · Таїланд · В'єтнам · | Китай · Ірак · ОАЕ · Бахрейн · | Катар · Узбекистан · Саудівська Аравія · Оман · | Австралія · Іран · Японія · Південна Корея · |

## Груповий турнір

### Група A
| Збірна    | О | Ігор | В | Н | П | ГЗ | ГП | Р  |
| --------- | - | ---- | - | - | - | -- | -- | -- |
| Ірак      | 5 | 3    | 1 | 2 | 0 | 4  | 2  | +2 |
| Австралія | 4 | 3    | 1 | 1 | 1 | 6  | 4  | +2 |
| Таїланд   | 4 | 3    | 1 | 1 | 1 | 3  | 5  | −2 |
| Оман      | 2 | 3    | 0 | 2 | 1 | 1  | 3  | −2 |

| 7 липня 2007 |

| Таїланд              | 1–1 | Ірак            |
| -------------------- | --- | --------------- |
| Суксомкіт 6 ' (пен.) |     | Юніс Махмуд 32' |

| Раджамангала Стедіум, Бангкок Глядачів: 30,000 Арбітр: Квон Джун Чул |

| 8 липня 2007 |

| Австралія  | 1–1 | Оман            |
| ---------- | --- | --------------- |
| Кегілл 90' |     | аль-Маймані 32' |

| Раджамангала Стедіум, Бангкок Глядачів: 5,000 Арбітр: Едді Майї |

| 12 липня 2007 |

| Оман | 0–2 | Таїланд           |
| ---- | --- | ----------------- |
|      |     | Тонканья 70', 78' |

| Раджамангала Стедіум, Бангкок Глядачів: 19,000 Арбітр: Лі Джі Ен |

| 13 липня 2007 |

| Ірак                             | 3–1 | Австралія  |
| -------------------------------- | --- | ---------- |
| Акрам 22' Мохаммед 60' Яссім 86' |     | Відука 47' |

| Раджамангала Стедіум, Бангкок Глядачів: 6,000 Арбітр: Ясіма Карім |

| 16 липня 2007 |

| Таїланд | 0–4 | Австралія                            |
| ------- | --- | ------------------------------------ |
|         |     | Бошам 21' Відука 80', 83' К'юелл 90' |

| Раджамангала Стедіум, Бангкок Глядачів: 46,000 Арбітр: Квон Джун Чул |

| 16 липня 2007 |

| Оман | 0–0 | Ірак |
| ---- | --- | ---- |
|      |     |      |

| Супхачаласай Стедіум, Бангкок Глядачів: 500 Арбітр: Едді Майї |

### Група B
| Збірна  | О | Ігор | В | Н | П | ГЗ | ГП | Р  |
| ------- | - | ---- | - | - | - | -- | -- | -- |
| Японія  | 7 | 3    | 2 | 1 | 0 | 8  | 3  | +5 |
| В'єтнам | 4 | 3    | 1 | 1 | 1 | 4  | 5  | −1 |
| ОАЕ     | 3 | 3    | 1 | 0 | 2 | 3  | 6  | −3 |
| Катар   | 2 | 3    | 0 | 2 | 1 | 3  | 4  | −1 |

| 8 липня 2007 |

| В'єтнам                                | 2–0 | ОАЕ |
| -------------------------------------- | --- | --- |
| Хюінь Куанг Тхань 63' Ле Конг Вінь 73' |     |     |

| Мідінь, Ханой Глядачів: 39,450 Арбітр: Таалат Найм |

| 9 липня 2007 |

| Японія       | 1–1 | Катар     |
| ------------ | --- | --------- |
| Такахара 61' |     | Соріа 88' |

| Мідінь, Ханой Глядачів: 5,000 Арбітр: Меттью Брізі |

| 12 липня 2007 |

| Катар     | 1–1 | В'єтнам            |
| --------- | --- | ------------------ |
| Соріа 79' |     | Фан Тхань Бінь 32' |

| Мідінь, Ханой Глядачів: 40,000 Арбітр: Масуд Мораді |

| 13 липня 2007 |

| ОАЕ          | 1–3 | Японія                                 |
| ------------ | --- | -------------------------------------- |
| аль-Касс 66' |     | Такахара 22', 27' Накамура 47 ' (пен.) |

| Мідінь, Ханой Глядачів: 5,000 Арбітр: Сатоп Тонгкан |

| 16 липня 2007 |

| В'єтнам          | 1–4 | Японія                              |
| ---------------- | --- | ----------------------------------- |
| Судзукі 8 ' (аг) |     | Макі 12', 59' Ендо 32' Накамура 53' |

| Мідінь, Ханой Глядачів: 40,000 Арбітр: Меттью Брізі |

| 16 липня 2007 |

| Катар     | 1–2 | ОАЕ                     |
| --------- | --- | ----------------------- |
| Соріа 42' |     | аль-Касс 59' Халіль 90' |

| Куанкху 7, Хошимін Глядачів: 3,000 Арбітр: Масуд Мораді |

### Група C
| Збірна     | О | Ігор | В | Н | П | ГЗ | ГП | Р   |
| ---------- | - | ---- | - | - | - | -- | -- | --- |
| Іран       | 7 | 3    | 2 | 1 | 0 | 6  | 3  | +3  |
| Узбекистан | 6 | 3    | 2 | 0 | 1 | 9  | 2  | +7  |
| Китай      | 4 | 3    | 1 | 1 | 1 | 7  | 6  | +1  |
| Малайзія   | 0 | 3    | 0 | 0 | 3 | 1  | 12 | −11 |

| 10 липня 2007 |

| Малайзія      | 1–5 | Китай                                           |
| ------------- | --- | ----------------------------------------------- |
| Махаюддін 74' |     | Хань Пен 15', 55' Шао Цзяї 36' Ван Дун 51', 90' |

| Букіт Джаліл Стедіум, Куала-Лумпур Глядачів: 21,155 Арбітр: Мусен Басма |

| 11 липня 2007 |

| Іран                     | 2–1 | Узбекистан       |
| ------------------------ | --- | ---------------- |
| Хоссейні 55' Каземян 78' |     | Резаеї 16 ' (аг) |

| Букіт Джаліл Стедіум, Куала-Лумпур Глядачів: 1,863 Арбітр: Саад Каміль аль-Фадхлі |

| 14 липня 2007 |

| Узбекистан                                                    | 5–0 | Малайзія |
| ------------------------------------------------------------- | --- | -------- |
| Шацьких 10', 89' Кападзе 30' Бакаєв 45 ' (пен.) Ібрагімов 85' |     |          |

| Букіт Джаліл Стедіум, Куала-Лумпур Глядачів: 7,137 Арбітр: Абдулрахман Абду |

| 15 липня 2007 |

| Китай                        | 2–2 | Іран                    |
| ---------------------------- | --- | ----------------------- |
| Шао Цзяї 7' Мао Чжанцінь 33' |     | Занді 45+1' Некунам 74' |

| Букіт Джаліл Стедіум, Куала-Лумпур Глядачів: 5,938 Арбітр: Халіл аль-Гамді |

| 18 липня 2007 |

| Малайзія | 0–2 | Іран                             |
| -------- | --- | -------------------------------- |
|          |     | Некунам 29 ' (пен.) Теймурян 79' |

| Букіт Джаліл Стедіум, Куала-Лумпур Глядачів: 5,520 Арбітр: Мусен Басма |

| 18 липня 2007 |

| Узбекистан                          | 3–0 | Китай |
| ----------------------------------- | --- | ----- |
| Шацьких 72' Кападзе 86' Гейнріх 90' |     |       |

| Шах Алам Стедіум, Куала-Лумпур Глядачів: 2,200 Арбітр: Саад Каміль аль-Фадхлі |

### Група D
| Збірна            | О | Ігор | В | Н | П | ГЗ | ГП | Р  |
| ----------------- | - | ---- | - | - | - | -- | -- | -- |
| Саудівська Аравія | 7 | 3    | 2 | 1 | 0 | 7  | 2  | +5 |
| Південна Корея    | 4 | 3    | 1 | 1 | 1 | 3  | 3  | 0  |
| Індонезія         | 3 | 3    | 1 | 0 | 2 | 3  | 4  | −1 |
| Бахрейн           | 3 | 3    | 1 | 0 | 2 | 3  | 7  | −4 |

| 10 липня 2007 |

| Індонезія                   | 2–1 | Бахрейн     |
| --------------------------- | --- | ----------- |
| Сударсоно 14' Памунгкас 64' |     | Джалаль 27' |

| Бунге Карно Стедіум, Джакарта Глядачів: 65,000 Арбітр: Юїті Нісімура |

| 11 липня 2007 |

| Південна Корея   | 1–1 | Саудівська Аравія       |
| ---------------- | --- | ----------------------- |
| Чхве Сон Гук 66' |     | аль-Кахтані 77 ' (пен.) |

| Бунге Карно Стедіум, Джакарта Глядачів: 45,110 Арбітр: Марк Шилд |

| 14 липня 2007 |

| Саудівська Аравія             | 2–1 | Індонезія |
| ----------------------------- | --- | --------- |
| аль-Кахтані 12' аль-Харті 90' |     | Ейбой 17' |

| Бунге Карно Стедіум, Джакарта Глядачів: 87,000 Арбітр: Алі Хамад аль-Бадваві |

| 15 липня 2007 |

| Бахрейн                 | 2–1 | Південна Корея |
| ----------------------- | --- | -------------- |
| Іса 43' Абдуллатіфа 85' |     | Кім До Хен 4'  |

| Бунге Карно Стедіум, Джакарта Глядачів: 9,000 Арбітр: Сунь Баоцзе |

| 18 липня 2007 |

| Індонезія | 0–1 | Південна Корея |
| --------- | --- | -------------- |
|           |     | Кім Джон У 33' |

| Бунге Карно Стедіум, Джакарта Глядачів: 87,000 Арбітр: Марк Шилд |

| 18 липня 2007 |

| Саудівська Аравія                                  | 4–0 | Бахрейн |
| -------------------------------------------------- | --- | ------- |
| аль-Муса 18' аль-Кахтані 45' аль-Джассем 68' , 79' |     |         |

| Джака Баринг Стедіум, Палембанг Глядачів: 500 Арбітр: Юїті Нісімура |

## Плей-оф
|  | Чвертьфінали            | Чвертьфінали      |                         |        | Півфінали      | Півфінали   |  |  | Фінал                | Фінал |
|  |                         |                   |                         |        |                |             |  |  |                      |       |
|  | 21 липня - Бангкок      |                   |                         |        |                |             |  |  |                      |       |
|  |                         |                   |                         |        |                |             |  |  |                      |       |
|  | Ірак                    | 2                 |                         |        |                |             |  |  |                      |       |
|  | Ірак                    | 2                 | 25 липня — Куала-Лумпур |        |                |             |  |  |                      |       |
|  | В'єтнам                 | 0                 |                         |        |                |             |  |  |                      |       |
|  | В'єтнам                 | 0                 | Ірак                    | 0 (4)  |                |             |  |  |                      |       |
|  | 22 липня — Куала-Лумпур |                   | Ірак                    | 0 (4)  |                |             |  |  |                      |       |
|  |                         | Південна Корея    | 0 (3)                   |        |                |             |  |  |                      |       |
|  | Іран                    | Південна Корея    | 0 (3)                   | 0 (2)  |                |             |  |  |                      |       |
|  | Іран                    |                   | 29 липня — Джакарта     | 0 (2)  |                |             |  |  |                      |       |
|  | Південна Корея          | 0 (4)             |                         |        |                |             |  |  |                      |       |
|  | Південна Корея          | 0 (4)             | Ірак                    | 1      |                |             |  |  |                      |       |
|  | 21 липня — Ханой        |                   | Ірак                    | 1      |                |             |  |  |                      |       |
|  |                         | Саудівська Аравія | 0                       |        |                |             |  |  |                      |       |
|  | Японія                  | Саудівська Аравія | 0                       | 1 (4)  |                |             |  |  |                      |       |
|  | Японія                  | 25 липня — Ханой  |                         | 1 (4)  |                |             |  |  |                      |       |
|  | Австралія               | 1 (3)             |                         |        |                |             |  |  |                      |       |
|  | Австралія               | 1 (3)             | Японія                  | 2      | Третє місце    | Третє місце |  |  |                      |       |
|  | 22 липня — Джакарта     |                   | Японія                  | 2      | Третє місце    | Третє місце |  |  |                      |       |
|  |                         | Саудівська Аравія | 3                       |        |                |             |  |  |                      |       |
|  | Саудівська Аравія       | Саудівська Аравія | 3                       | 2      | Південна Корея | 0 (6)       |  |  |                      |       |
|  | Саудівська Аравія       |                   |                         | 2      | Південна Корея | 0 (6)       |  |  |                      |       |
|  | Узбекистан              | 1                 |                         | Японія | 0 (5)          |             |  |  |                      |       |
|  | Узбекистан              | 1                 |                         |        | 0 (5)          |             |  |  |                      |       |
|  |                         |                   |                         |        |                |             |  |  | 28 липня — Палембанг |       |
|  |                         |                   |                         |        |                |             |  |  |                      |       |

### 1/4 фіналу
| 21 липня 2007 |

| Японія       | 1–1 | Австралія  |
| ------------ | --- | ---------- |
| Такахара 72' |     | Алоїзі 69' |

| Мидінь Нешнл Стедіум, Ханой Глядачів: 25,000 Арбітр: Саад Каміль аль-Фадхлі |

|                                              |     | Пенальті                     |  |
| Накамура Ендо Комано Такахара Накадзава Юдзі | 4–3 | К'юелл Ніл Кегілл Карл Керні |  |

| 21 липня 2007 |

| Ірак           | 2–0 | В'єтнам |
| -------------- | --- | ------- |
| Махмуд 2', 66' |     |         |

| Раджамангала Стедіум, Бангкок Глядачів: 9,720 Арбітр: Юїті Нісімура |

| 22 липня 2007 |

| Іран | 0–0 | Південна Корея |
| ---- | --- | -------------- |
|      |     |                |

| Букіт Джаліл Нешнл Стедіум, Куала-Лумпур Глядачів: 8,629 Арбітр: Алі Хадам аль-Бадваві |

|                                |     | Пенальті                                                 |  |
| Занді Махдавікія Енаяті Хатібі | 2–4 | Лі Чхон Су Кім Сан Сік Кім До Хен Чо Дже Джин Кім Джон У |  |

| 22 липня 2007 |

| Саудівська Аравія           | 2–1 | Узбекистан  |
| --------------------------- | --- | ----------- |
| аль-Кахтані 3' аль-Муса 75' |     | Соломін 81' |

| Бунге Карно Стедіум, Джакарта Глядачів: 12,000 Арбітр: Квон Джон Чхоль |

### 1/2 фіналу
| 25 липня 2007 |

| Ірак | 0–0 | Південна Корея |
| ---- | --- | -------------- |
|      |     |                |

| Букіт Джаліль Нешнл Стедіум, Куала-Лумпур Глядачів: 12,500 Арбітр: Саад Каміль аль-Фадхлі |

|                                         |     | Пенальті                                               |  |
| Хавар Мохаммед Мунір Абдул-Амір Мнаджед | 4–3 | Лі Чхон Су Лі Дон Гук Чо Дже Джин Ем Кі Хун Кім Джон У |  |

| 25 липня 2007 |

| Японія                | 2–3 | Саудівська Аравія             |
| --------------------- | --- | ----------------------------- |
| Накадзава 37' Абе 53' |     | аль-Кахтані 35' Муат 47', 57' |

| Мидінь Нешнл Стедіум, Ханой Глядачів: 10,000 Арбітр: Меттью Брізі |

### Матч за 3-е місце
| 28 липня 2007 |

| Японія | 0–0 | Південна Корея |
| ------ | --- | -------------- |
|        |     |                |

| Джака Баринг Стедіум, Палембанг Глядачів: 10,000 Арбітр: Алі Хамад аль-Бадваві |

|                                            |     | Пенальті                                                       |  |
| Накамура Ендо Абе Комано Накадзава Наотаке | 5–6 | Чо Дже Джин Про Бом Сок Лі Чхон Су Лі Хо Кім Джин Гю Кім Чхі У |  |

### Фінал
| 29 липня 2007 |

| Ірак       | 1–0 | Саудівська Аравія |
| ---------- | --- | ----------------- |
| Махмуд 71' |     |                   |

| Бунге Карно Стедіум, Джакарта Глядачів: 60,000 Арбітр: Марк Шилд |

| Переможець Кубка Азії 2007 |
| -------------------------- |
| Ірак · Перший титул        |

## Статистика турніру
- У 32 матчах турніру було забито 84 голи (у середньому 2,63 голи за гру)
- Матчі відвідало 724 222 глядача (у середньому 22 632 глядача за гру)
- Найкращі бомбардири:  Яссір аль-Кахтані (1 з пенальті),  Наохіро Такахара,  Юніс Махмуд — по 4 голи.
- Найкращий гравець турніру —  Юніс Махмуд